# Mallotus tetracoccus
Mallotus tetracoccus är en törelväxtart som först beskrevs av William Roxburgh, och fick sitt nu gällande namn av Wilhelm Sulpiz Kurz. Mallotus tetracoccus ingår i släktet Mallotus och familjen törelväxter. Inga underarter finns listade i Catalogue of Life.

## Bildgalleri

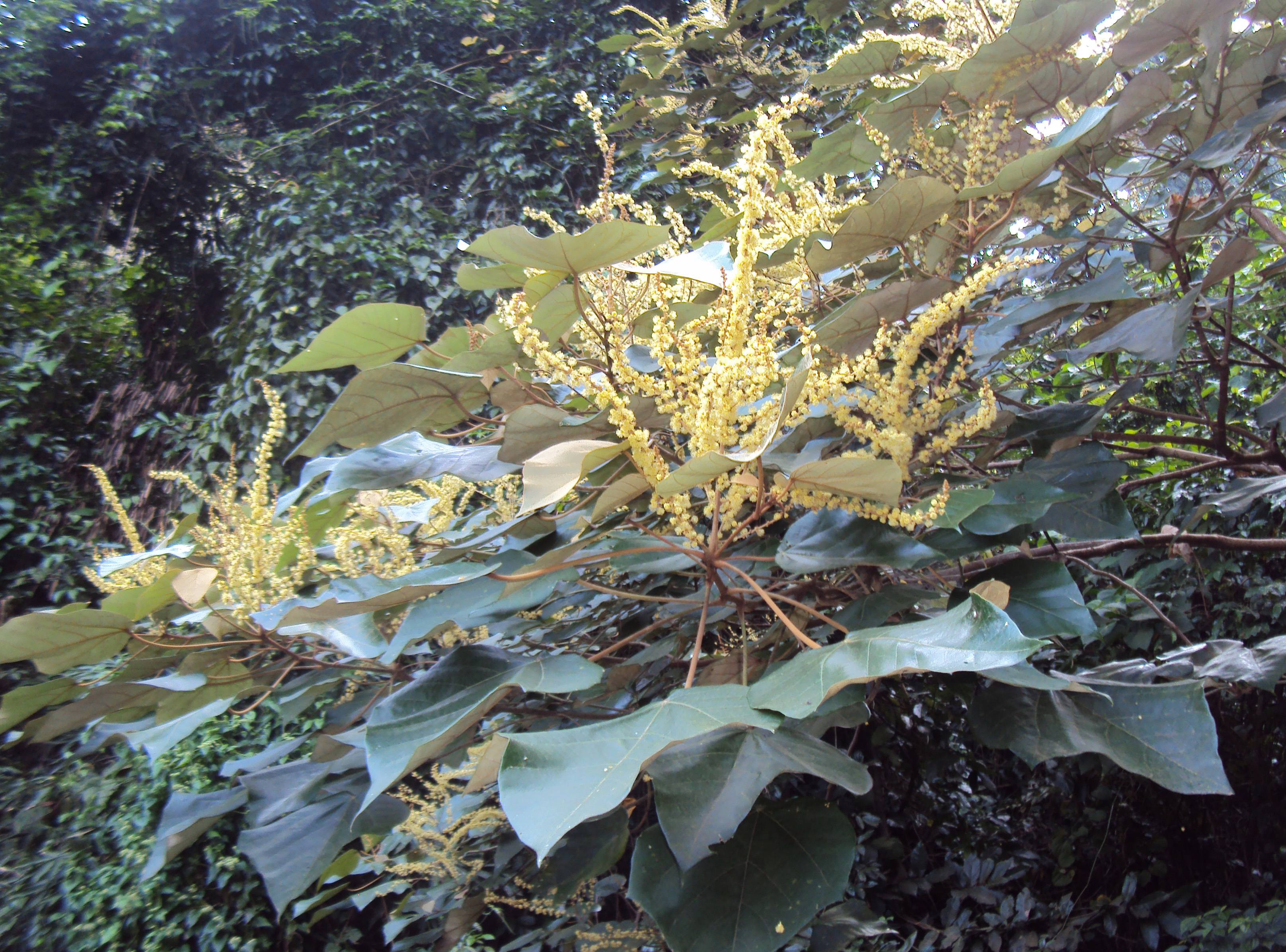
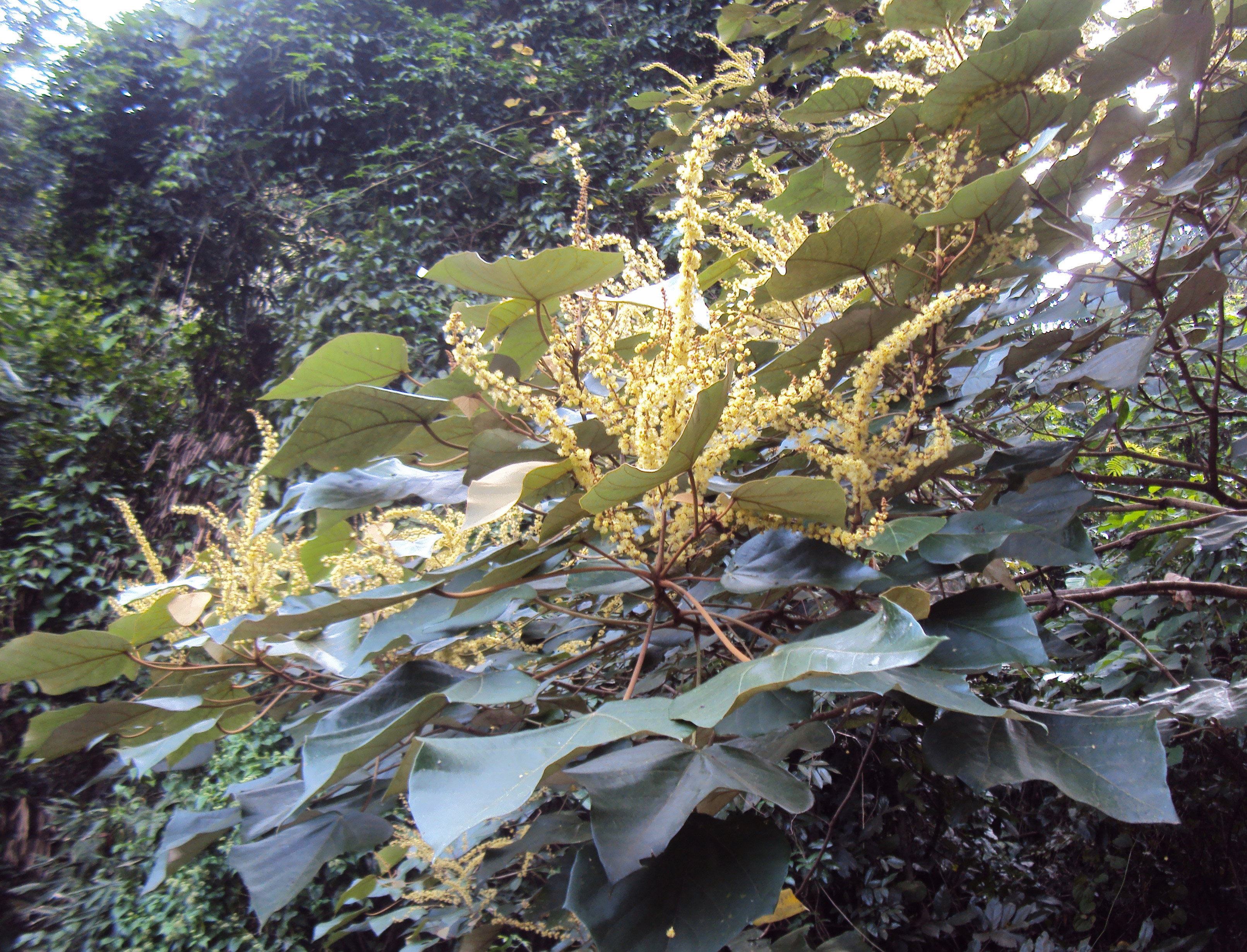
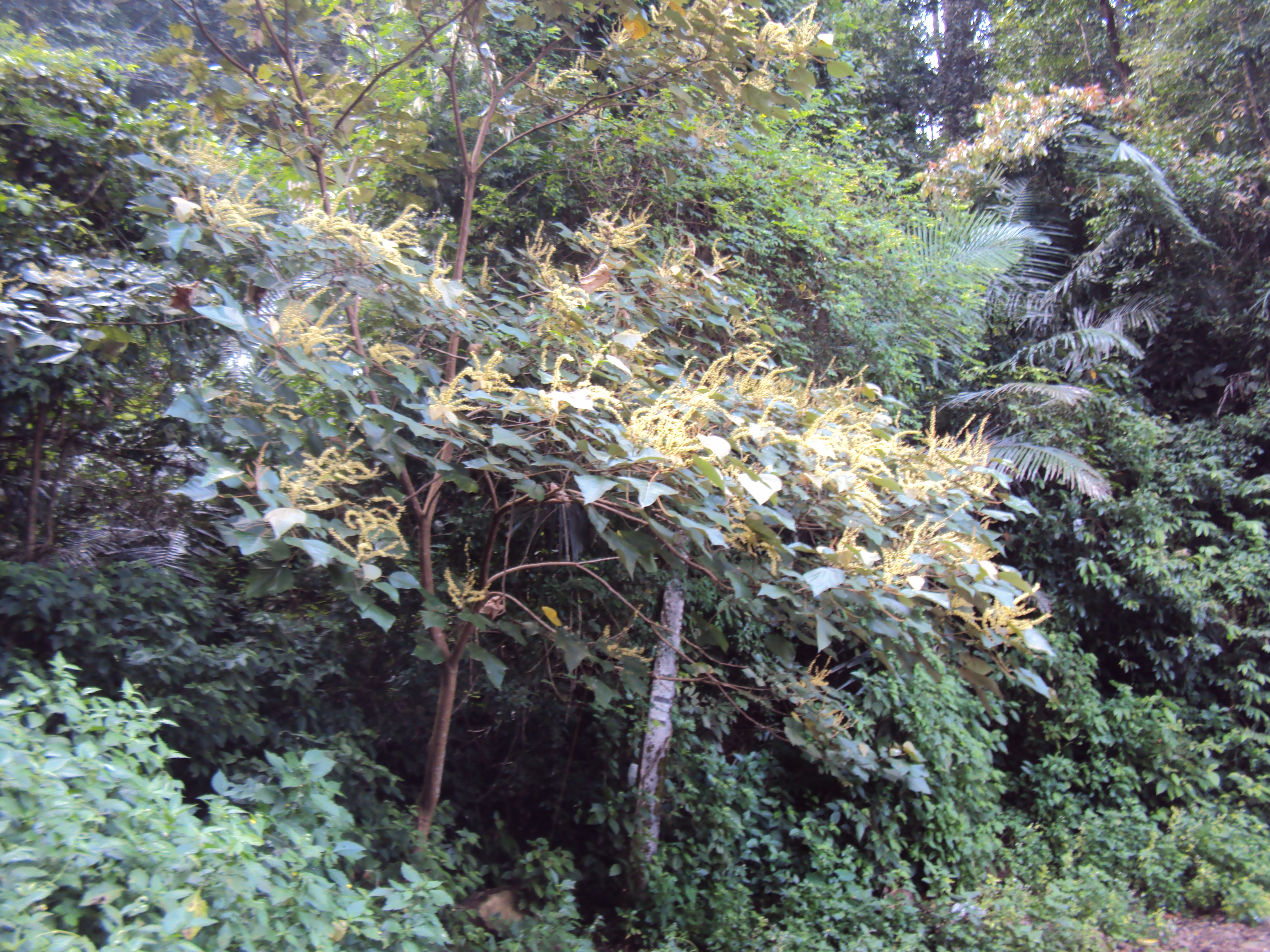
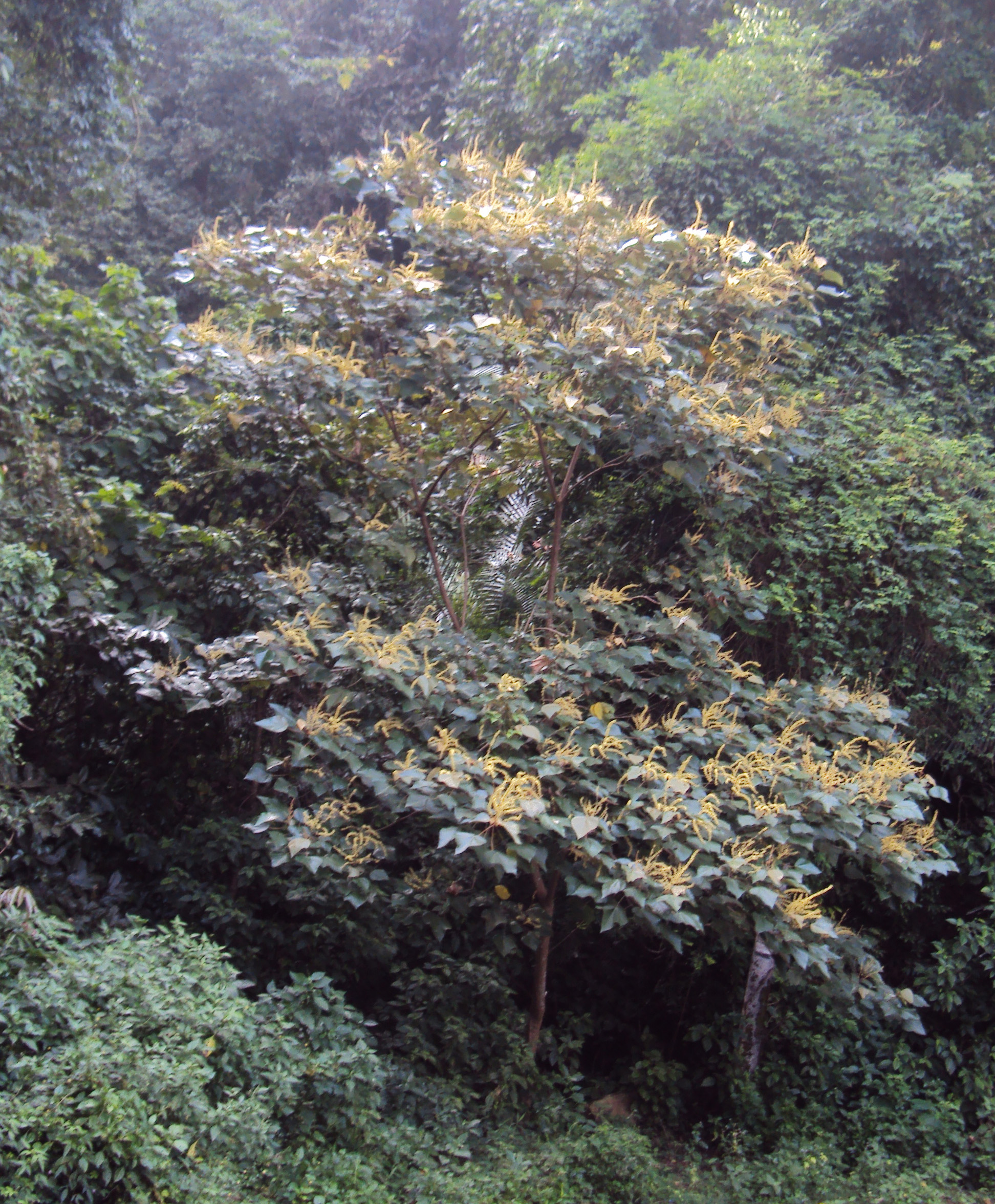